# أدريان مونيوث
أدريان مونيوث (بالإسبانية: Adrià Muñoz Fernández) (13 مايو 1994 في إسبانيا - ) هو لاعب كرة قدم إسباني في مركز حراسة المرمى. لعب مع نادي ياغوستيرا.

## وصلات خارجية
- أدريان مونيوث على موقع قاعدة بيانات كرة القدم.إي يو (الإنجليزية)
- أدريان مونيوث على موقع Soccerway.com (الإنجليزية)
- أدريان مونيوث على موقع AS.com (الإسبانية)